# Catasema vulpina
Catasema vulpina är en fjärilsart som beskrevs av Otto Staudinger 1888. Catasema vulpina ingår i släktet Catasema och familjen nattflyn. Inga underarter finns listade i Catalogue of Life.